# 白城 (莫斯科)

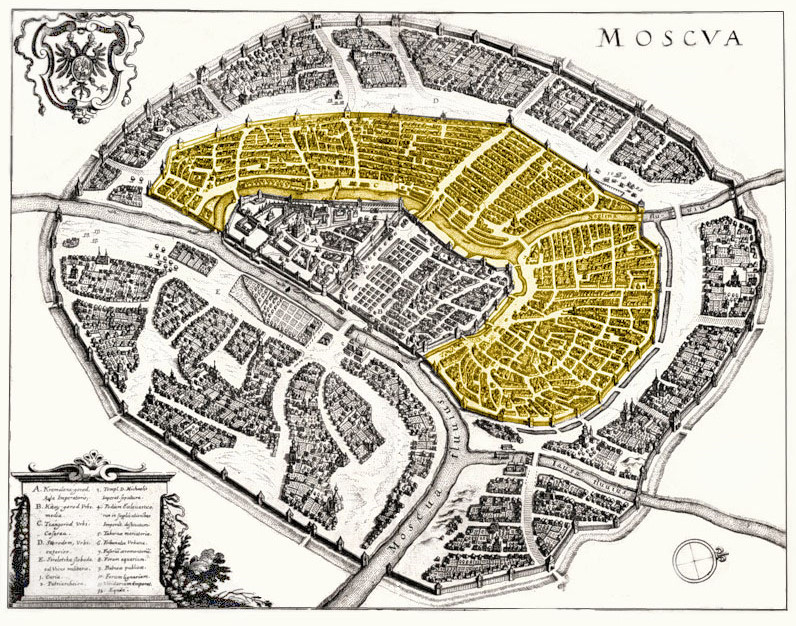
馬特烏斯·梅里安莫斯科城圖中的白城（黃色）

白城（俄语：Бе́лый го́род）是俄羅斯首都莫斯科的中心歷史城區，位於克里姆林宮和基泰格羅德以外。
白城得名於城牆的顏色，在費奧多爾一世至鮑里斯·戈東諾夫年間（1585-1593年）由費奧多‧孔負責修建。城牆長10（6.2英里）、闊4.5（15英尺）。
城牆之間有二十八座塔、十一孔城門，城門的名稱仍然保留在遺址所在的廣場上，即：諸聖門、普列奇堅門、阿爾巴特門、尼基茨門、特維爾門、彼得羅夫門、斯列堅門、米亚斯尼茨門、波克羅夫門、瓦西里門、亞烏扎門。城牆如克里姆林宮牆有孔，以防止火勢蔓延。
城牆在葉卡捷琳娜大帝至亞歷山大一世在位期間逐步拆除，並改建成林蔭路，即現今的林蔭環路。